# حاجی علی‌اکبرلی
حاجی علی‌اکبرلی (به لاتین: Hacıələkbərli) یک منطقه مسکونی در جمهوری آذربایجان است که در شهرستان گدابیگ واقع شده است. این روستا ۳۷۰ نفر جمعیت دارد.